# Quercus vicentensis
Quercus vicentensis är en bokväxtart som beskrevs av William Trelease. Quercus vicentensis ingår i släktet ekar, och familjen bokväxter. IUCN kategoriserar arten globalt som sårbar. Inga underarter finns listade i Catalogue of Life.